# Domestizierung
Domestizierung (auch Domestikation; zu lateinisch domesticus „häuslich“) ist ein innerartlicher Veränderungsprozess von Wildtieren oder Wildpflanzen, bei dem diese durch den Menschen über Generationen hinweg von der Wildform genetisch isoliert werden. Wildtiere werden durch Domestikation zu Haustieren (man spricht auch von Haustierwerdung), Wildpflanzen werden zu Kulturpflanzen. Dadurch und durch die weitere Züchtung wird eine Nutzung durch den Menschen oft erst möglich oder die Nutzbarkeit kann enorm verbessert werden (siehe Nutztier und Nutzpflanze).
Der folgende Text behandelt die Domestikation von Tieren. Zu Pflanzen siehe Pflanzenzüchtung und Geschichte der Landwirtschaft.

## Domestizierung von Tieren
Die erste Domestizierung von Wildtieren erfolgte in denselben Regionen, und von denselben menschlichen Populationen, die auch die ersten Pflanzen anbauten und daraus Kulturpflanzen entwickelten, also als erste Landwirtschaft betrieben. Einzige Ausnahme ist, soweit bekannt, der Hund, der schon von nomadisierenden Wildbeutern und Sammlern Jahrtausende vor der Sesshaftwerdung domestiziert wurde. Für die meisten der frühen Haustiere sind drei unabhängige Zentren der frühesten Domestizierung auszumachen, die gleichzeitig unabhängige Regionen bei der Erfindung der Landwirtschaft waren: der „Fruchtbare Halbmond“ in Vorderasien vor etwa 10.500 bis 10.000 Jahren, gleichzeitig, oder wenig später, Zentral-China, und, deutlich später, die südamerikanischen Anden. Sobald Menschen in anderen Regionen ebenfalls begannen, sesshaft zu werden und Landwirtschaft zu treiben, oder erste Bauern aus den frühen Zentren in neue Regionen einwanderten, folgte die Domestizierung weiterer geeigneter Arten in den neuen Regionen. Genetische Studien (auch paläogenetische anhand von ausgegrabenen Knochenresten in archäologischen Ausgrabungen) zeigen, dass die Haustiere noch Jahrtausende nach ihrer Domestizierung in genetischem Austausch mit wild lebenden Populationen der Ursprungsarten in derselben Region standen. Die moderne Tierzucht, die die Haustiere unter völliger Kontrolle hält und jeden Kontakt mit Wildtieren zu vermeiden sucht, ist eine vergleichsweise junge Erfindung und wurde erst Jahrtausende nach der ersten Domestizierung üblich.
Die Domestizierung von Wildtieren sollte nicht mit der Zähmung eines einzelnen Wildtiers verwechselt werden. Nur bei wenigen Arten ist eine Domestizierung gelungen, während andere, obwohl sie teilweise seit Jahrtausenden gezähmt und gehalten wurden, niemals domestiziert werden konnten. Obwohl die Menschen der ersten Bauernkulturen in großem Stil Gazellen (Edmigazelle und Dorkasgazelle) jagten und teilweise längere Zeit in großen Umzäunungen hielten, ist ihre Domestizierung niemals erfolgt. Auch Onager (Halbesel) oder Zebras waren, trotz vieler Versuche und nahe verwandter Haustierarten, nicht domestizierbar.
Durch das Einsetzen der Domestizierung einer Tierart werden die Voraussetzungen für die Entwicklung der Art entscheidend verändert. Die natürliche evolutionäre Entwicklung wird durch bewusste oder unbewusste Auswahlkriterien des Menschen ersetzt. Die genetischen Eigenschaften der Tiere ändern sich daher im Rahmen der Domestikation.
Wanderten Landwirtschaft treibende Menschen in neue Regionen ein, führten sie in der Regel ihre Haustiere mit sich, anstatt in der neuen Heimat neu mit der Domestizierung zu beginnen. Dadurch lässt sich die ursprüngliche Heimat vieler Haustiere auch bei weit verbreiteten wilden Stammarten eingrenzen. Allerdings kam es auch in der neuen Region zu Paarungen mit Wildtieren und dadurch zu Introgression von deren genetischer Ausstattung. Dabei konnten, wie beim europäischen Hausschwein, die Allele der, in diesem Falle ursprünglich aus Anatolien mitgebrachten Tiere fast völlig aus dem Genpool verdrängt und durch solche der neuen Region, hier europäische des europäischen Wildschweins, ersetzt werden.
Obwohl die Domestizierung jeder einzelnen Art ein unabhängiges Ereignis war, fassen Wissenschaftler sie heute zu drei Szenarien oder „Pfaden“ zusammen.

### Domestizierung durch Kommensalismus
Für einige der ersten domestizierten Arten wird ein Szenario für wahrscheinlich gehalten, nach dem die Initiative nicht vom Menschen, sondern vom Wildtier ausging. Demnach hätten wilde Tiere gezielt den Menschen und seine Ansiedlungen aufgesucht, zum Beispiel um Nahrung in Abfällen zu suchen. Erst später hätten Menschen diese, ihnen bereits vertrauten, Tiere nicht nur gejagt, sondern nach und nach immer mehr in ihre Obhut genommen. Dass eine Art bei ihrer Ernährung von einer anderen Art profitiert, ohne diese dabei zu benachteiligen oder zu schädigen, wird in der Zoologie als Kommensalismus bezeichnet, wodurch die Hypothese ihren Namen erhielt. Domestizierung auf diesem Wege wird diskutiert für Hund und Hauskatze, aber auch Haustaube, für die menschliche Bauten zunächst als „künstliche Brutfelsen“ dienen konnten. Meerschweinchen, Hühner oder sogar Wildschweine könnten sich dem Menschen als Abfallfresser angeschlossen haben. Die Nassreis-Kultur in China bot Lebensraum für Karpfen, Enten und Gänse, schon bevor diese zu Haustieren wurden.
Untersuchungen von Rotfüchsen, die sich in und um London an die städtische Umgebung anpassen, ergeben, dass deren Schädelmerkmals-Änderungen der Beschreibung von Domestizierungsmustern entsprechen könnten, was die Theorie von initial größtenteils vom Wildtier ausgehender Domestizierung bestärkt.

### Domestizierung als Jagdbeute
Für die wichtigsten Haustiere der ersten jungsteinzeitlichen Bauernkulturen, Schaf, Ziege und Rind, wird angenommen, dass zunächst durch Treibjagd in Gehege getriebene Tiere dort quasi als lebender Vorratsspeicher gehalten wurden, bevor sie in menschlicher Obhut verblieben und zu Haustieren wurden. Durch Funde zum Teil kilometerlanger Absperrungen im heutigen Jordanien und Syrien sind solche Massenjagden der entsprechenden Kulturen archäologisch belegt. Gleichzeitig zeigt sich, dass die Tiere durch die scharfe Bejagung der wachsenden menschlichen Population seltener wurden. Ein Hinweis auf eine längere Haltung ist es, wenn im Knochenmaterial Jungtiere und weibliche Tiere überwiegen, die sich besser dafür eigneten als die aggressiveren Männchen. Es erscheint nicht unwahrscheinlich, dass eine längerfristige Haltung zunächst gar nicht beabsichtigt war, sondern sich aus der Not heraus ergab, die seltener werdende Jagdbeute immer längere Zeit quasi strecken zu müssen.

### Direkte Domestizierung
Bei der direkten Domestizierung wird angenommen, dass Wildtiere gezielt gefangen und gehalten wurden, mit der klaren Absicht, sie längerfristig zu nutzen und zu Haustieren zu machen. Während man bei den anderen Szenarien also von einer eher zufälligen Entstehung ausgeht, wäre hier von Anfang an der Wille zur Domestizierung vorhanden gewesen. Dies erscheint plausibler bei den meisten spät domestizierten Arten, bei denen das Konzept von Haustieren bereits bekannt war und nun auf neue Arten übertragen werden konnte. Direkte Domestizierung erscheint zwangsläufig vor allem bei solchen Arten, die nicht primär als Fleischlieferanten, sondern für andere Nutzungen gehalten wurden, wie die ursprünglich als Trag- und Zugtier gehaltenen Pferde, Esel und Kamele.

## Wichtige domestizierte Tierarten

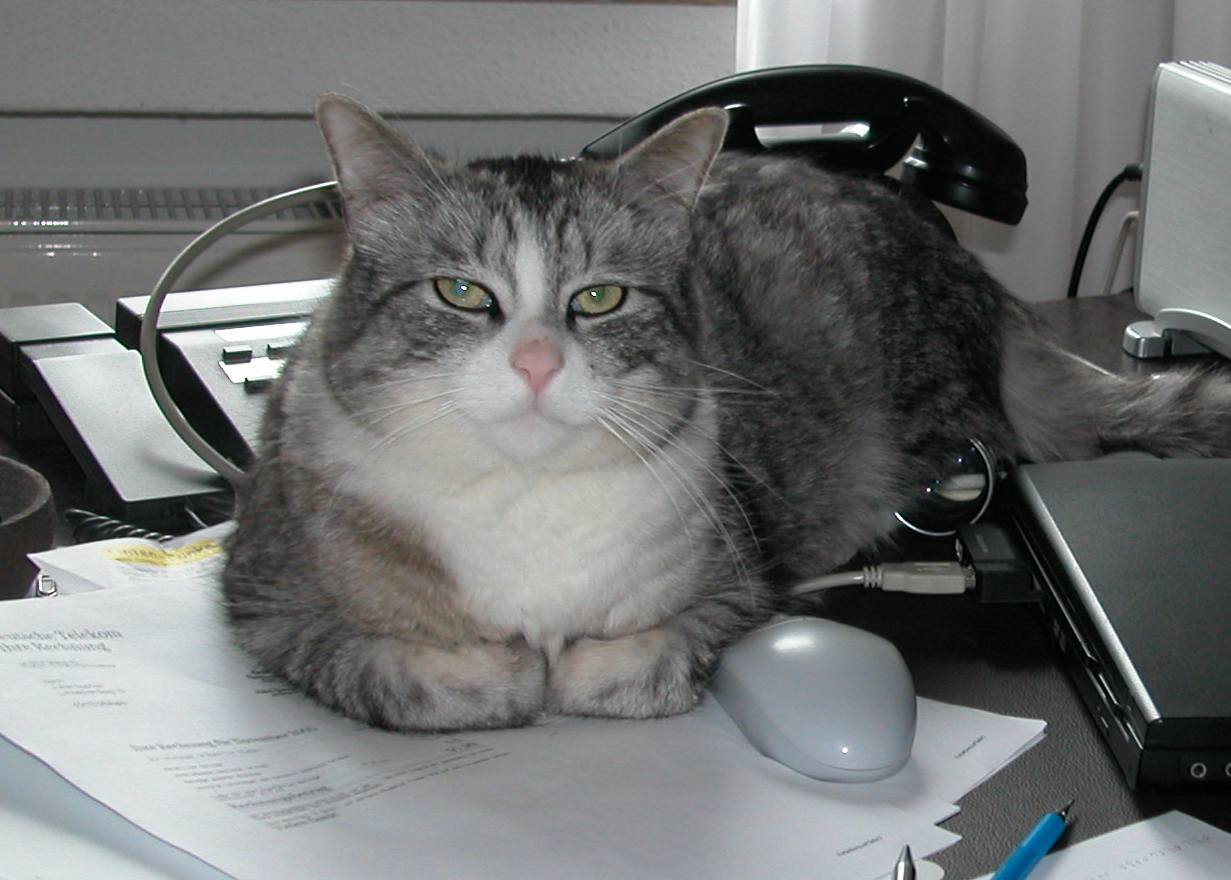
Hauskatze

### Raubtiere
Wölfe als Hunde waren die ersten Haustiere und wurden vermutlich zunächst als Jagdhelfer und später als Hütehunde abgerichtet. Eine andere Theorie besagt, dass sich der Wolf (als Welpe) dem Menschen anschloss. Dieses frühe Stadium der (Selbst-)Domestikation ist heute noch auf Pemba in Ostafrika und in Namibia zu beobachten. Der „Haushund“ ist dieser Theorie zufolge ein in der juvenilen Phase verharrender Wolf, was durch die Beobachtung gestützt wird, dass juvenile Wölfe sich genauso ausbilden lassen wie Hunde; mit der Pubertät verlieren sie allerdings alle Zahmheit und wechseln in reines Wolfsverhalten (z. B. erhöhte Fluchtdistanz).
Ein früher Nachweis, ein Pfotenabdruck in der Chauvet-Höhle, ist über 23.000 Jahre alt. Ein 1975 in einer Höhle im sibirischen Altaigebirge gefundener Canidenschädel gilt nach morphologischen Kriterien als Fossil eines Hundes, das auf ein Alter von 33.000 Jahren datiert wurde. Nach einer genetischen Berechnung sollen sich Hund und Wolf vor mindestens 135.000 Jahren getrennt haben (Steinzeit), was demzufolge bedeutet, dass Hunde bzw. gezähmte Wolfsnachkommen sehr viel länger schon als Haustiere bei Menschen lebten; Weiteres bei: Haushund.
Hauskatzen sind eine vor etwa 9000 Jahren domestizierte Raubtierart, die zuerst auf Zypern nachgewiesen wurde. In Mitteleuropa verdrängten sie erst einige Zeit nach Beginn unserer Zeitrechnung das vorher domestizierte Frettchen, das vom Iltis abstammt.

### Pflanzenfresser

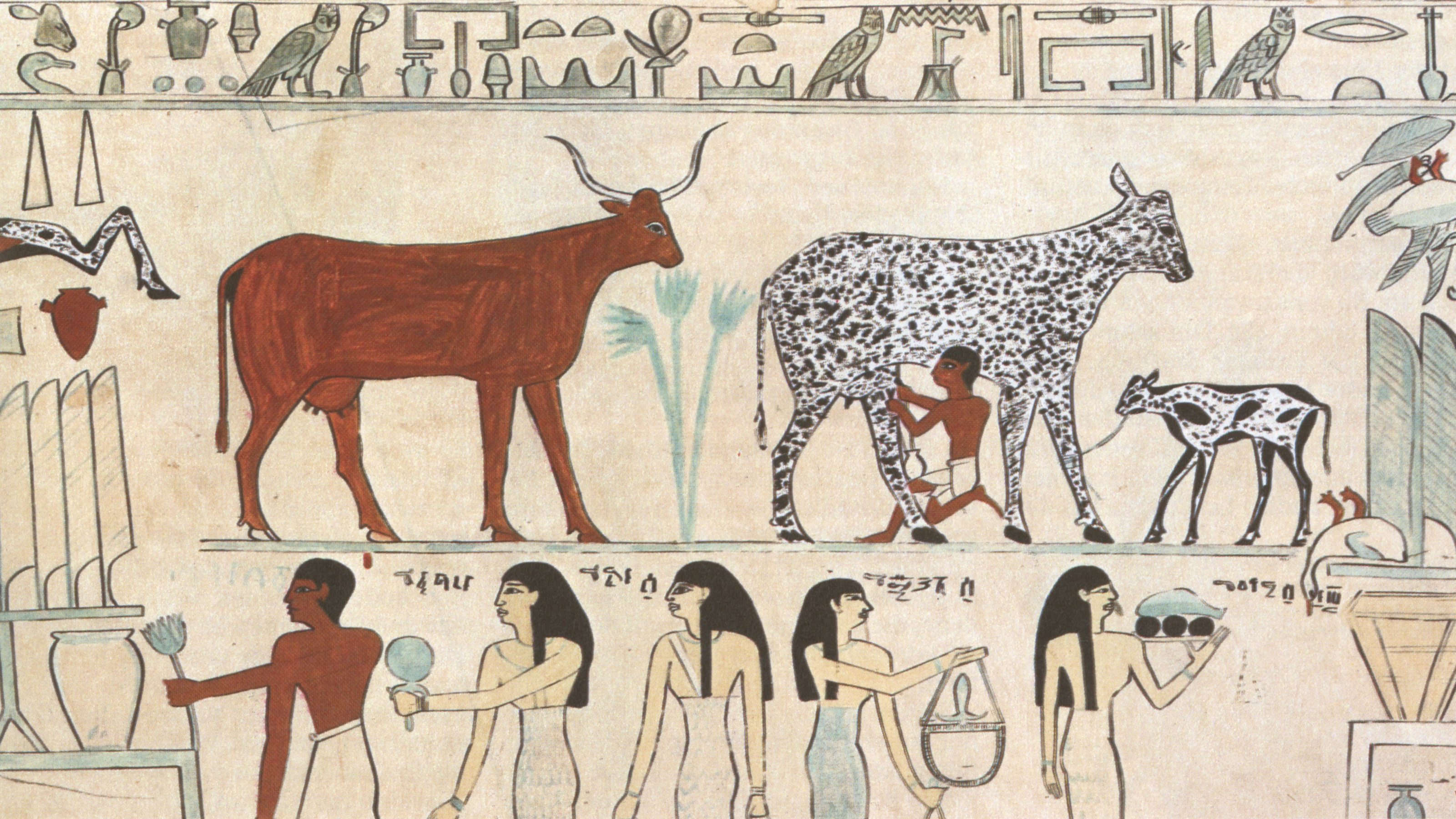
Ägyptische Zeichnung von domestizierten Rindern

Pflanzenfresser dienten zunächst der Fleischversorgung; ihr Einsatz als Nutztier (Zugtier) erfolgte erst Jahrtausende später. Menschen begannen bereits vor 13.000 Jahren (11.000 v. Chr.) erste Tiere vermutlich im Gebiet des Fruchtbaren Halbmondes zu domestizieren, zuerst Schafe, später Rinder und Ziegen. Bereits vor 10.300 Jahren waren solche Haustiere auf Zypern angekommen. Vor etwa 11.000 Jahren wurde wahrscheinlich das Schwein in Asien domestiziert.
Das erste nachgewiesene Zugtier war der kastrierte Stier vor 7500 Jahren. Esel und Pferd (in der kasachischen Steppe) kamen später als Lasttiere, dann als Zugtiere und letztlich als Reittiere hinzu. Zeitgleich kam mit dem Dromedar die erste Kamelart in Nutzung. Ursprüngliche Merkmale des Pferdes erhielten sich im Kaspischen Pony. Untersuchungen an der mitochondrialen DNA der Tiere ließen jedoch keinen gemeinsamen Zuchtstamm erkennen. Das Pferd war nach der Eiszeit in isolierten Gebieten als „Restpopulation“ zurückgeblieben (z. B. iberische Pferde). Eine Einkreuzung solcher wildlebenden Restpopulationen wird angenommen, um dieses Bild zu erklären. Dies stellt eine Form der Nachdomestikation dar, die ab 3500 v. Chr. im nordöstlichen Europa und ab 1500 v. Ch. auch in Westeuropa (Shetland-Pony) nachzuweisen ist.
In der jüngeren Vorgeschichte wurden zur Fleischgewinnung schließlich Lama und Meerschweinchen auf dem amerikanischen Kontinent und Rentiere in Russland domestiziert. In die jüngste Zeit fiel die Domestikation verschiedener Labor- und Heimtiere wie Goldhamster und Farbmaus.

### Vermutete Chronologie und Quellen
Die chronologische Einordnung vieler Domestikationsergebnisse ist bislang noch nicht eindeutig geklärt. Manche Domestikationen ereigneten sich mehrmals (multizentrisch), daher werden oft mehrere Zeitpunkte oder mehrere Gebiete angegeben:
| Tier                                                         | Wild-Tier                                         | vor … Jahren | Ort                                                  | Quellen |
| ------------------------------------------------------------ | ------------------------------------------------- | ------------ | ---------------------------------------------------- | --- |
| Hund (Canis lupus familiaris)                                | Wolf                                              | 30000        | wahrscheinlich multizentrisch: Europa, Afrika, Asien | Nach traditioneller Ansicht in der letzten Eiszeit, vor min. 14.000 Jahren; sehr wahrscheinlich aber schon vor mehr als 30.000 Jahren domestiziert |
| Schaf (Ovis orientalis aries)                                | Mufflon                                           | 11000        | Westasien: Nordwestiran und Anatolien                | [ 14 ] |
| Schwein (Sus scrofa domestica)                               | Wildschwein                                       | 11000        | multizentrisch: Vorderasien, China                   | [ 15 ] [ 16 ] |
| Ziege (Capra aegagrus hircus)                                | Wildziege (Bezoarziege)                           | 11000        | Westasien: Iran                                      | [ 14 ] |
| Rind (Bos primigenius taurus)                                | Auerochse                                         | 10000        | Naher Osten                                          | [ 17 ] |
| Katze (Felis silvestris catus)                               | Falbkatze                                         | 09500        | Levante, Zypern                                      | [ 18 ] [ 19 ] [ 20 ] |
| Zebu (Bos indicus)                                           | Asiatischer Auerochse (Bos primigenius namadicus) | 08000        | Pakistan                                             | [ 21 ] |
| Huhn (Gallus gallus domesticus)                              | Bankivahuhn                                       | 08000        | Südostasien                                          | Unsichere Datierung von Bodenschichten mit Knochen, Domestikation möglicherweise Jahrtausende später und an mehreren Orten                         |
| Meerschweinchen (Cavia porcellus)                            | Echte Meerschweinchen                             | 07000        | Peru                                                 | [ 24 ] |
| Esel (Equus asinus asinus)                                   | Afrikanischer Esel                                | 07000        | Nordostafrika                                        | [ 25 ] [ 26 ] [ 27 ] |
| Wasserbüffel (Bubalus bubalis)                               | Wasserbüffel (Bubalus arnee)                      | 06300        | Westen Indiens                                       | Sumpfbüffel vermutl. unabhängig in Südchina/Nordthailand vor ca. 3600 Jahren                                                                       |
| Alpaka (Vicugna pacos)                                       | Vikunja                                           | 06000        | Peru                                                 | . |
| Pferd (Equus ferus caballus)                                 | Wildpferd                                         | 05000–6000   | Kasachische/ Ukrainische Steppe                      | [ 31 ] |
| Balirind                                                     | Banteng (Bos javanicus)                           | 05500        | Indonesien                                           | In die meisten Rassen wurde Zebu eingekreuzt (Hybride)                                                                                             |
| Lama (Lama glama)                                            | Guanako                                           | 05000        | Nordchile/ Nordwestargentinien                       | [ 30 ] |
| Gans (Anser anser domesticus)                                | Graugans                                          | 05000        | Ägypten                                              | Die meisten chinesischen Rassen stammen von der Schwanengans Anser cygnoides ab                                                                    |
| Seidenspinner (Bombyx mori)                                  | Bombyx mandarina                                  | 05000        | China                                                | . Vor ca. 400 Jahren in China eine zweite Seidenspinnerart (Chinesischer Eichenseidenspinner) domestiziert                                         |
| Rentier (Rangifer tarandus)                                  | Rentier                                           | 05000        | Russland                                             | in Skandinavien durch die Sami unabhängig |
| Trampeltier (Camelus bactrianus)                             | Wildkamel                                         | 05000        | Mongolei oder Nordchina                              | [ 40 ] |
| Yak (Bos grunniens)                                          | Yak                                               | 05000        | Tibet/Qinghai                                        | . Nach Genomanalysen sind auch 10.000 Jahre möglich                                                                                                |
| Haustaube (Columba livia forma domestica)                    | Felsentaube                                       | 04500        | Vorderer Orient                                      | . Möglicherweise bereits viel früher, aber definitive Nachweise fehlen.                                                                            |
| Zuchtkarpfen inkl. Koi                                       | Karpfen                                           | 04000        | China                                                | . Europa möglicherweise unabhängig vor 2000 Jahren. Koi ca. 1200 Jahre, China.                                                                     |
| Ente (Anas platyrhynchos domesticus)                         | Stockente                                         | 03000        | China                                                | . In Europa: hohes/spätes Mittelalter, vermutlich unabhängig                                                                                       |
| Dromedar (Camelus dromedarius)                               | Wilddromedar (ausgestorben)                       | 03000        | Südarabien                                           | [ 51 ] [ 52 ] |
| Frettchen (Mustela putorius furo)                            | Iltisse                                           | 02500        | Ägypten                                              | [ 53 ] |
| Pute oder Haustruthuhn (Meleagris gallopavo forma domestica) | Truthuhn (Meleagris gallopavo)                    | 02200        | Mexiko                                               | . Etwas jüngeres, zweites Domestikationszentrum im Südwesten der USA                                                                               |
| Goldfisch (Carassius auratus auratus)                        | Giebel/Karausche                                  | 01000        | China                                                | [ 56 ] |
| Kaninchen (Oryctolagus cuniculus)                            | Wildkaninchen                                     | 0500         | Frankreich                                           | [ 57 ] |
| Kanarienvogel (Serinus canaria forma domestica)              | Kanarengirlitz (Serinus canaria)                  | 0500         | Spanien                                              | Erster schriftlicher Nachweis 1551 von Conrad Gessner                                                                                              |

## Merkmalsänderungen durch Domestizierung
Mit der Domestizierung sind meist eine Reihe von typischen Merkmalsänderungen gegenüber der Wildform verbunden. Schon Hermann von Nathusius untersuchte sie beispielhaft am Schweineschädel (1864). Zu den Domestikationseffekten gehören sowohl anatomische Veränderungen als auch veränderte Verhaltensweisen.

### Äußere Erscheinung
- Ausbildung von Rassen mit zum Teil gravierenden Unterschieden im Erscheinungsbild (zum Beispiel die vom Wolf abstammenden Hunderassen):

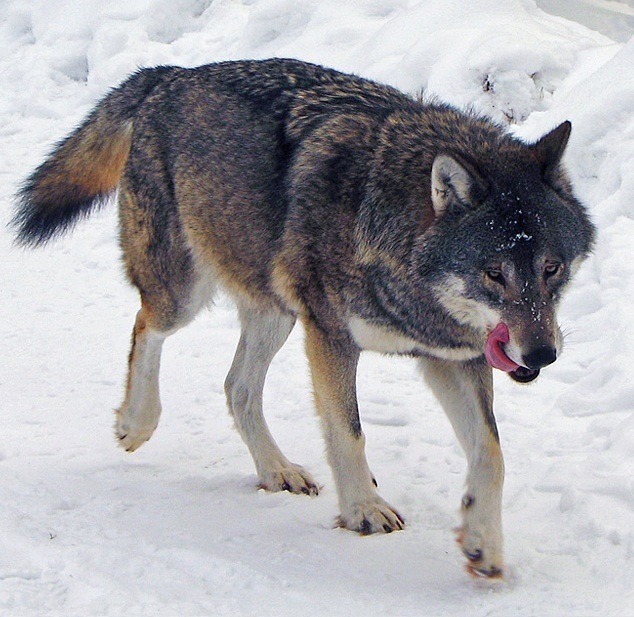
Wolf
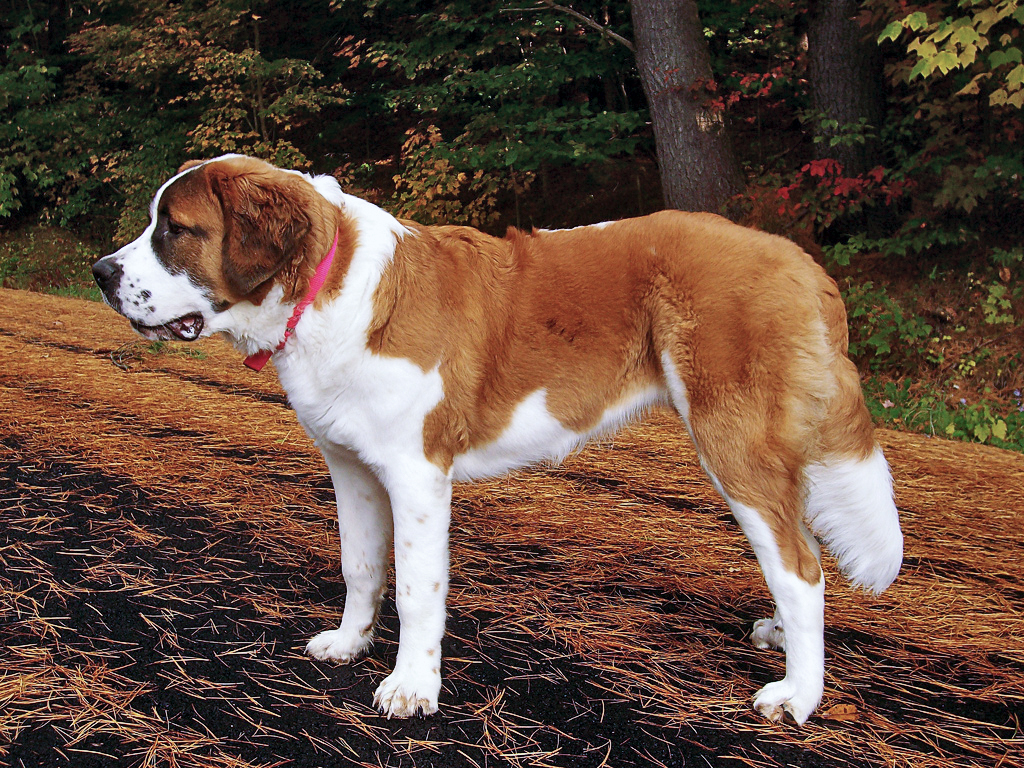
Bernhardiner
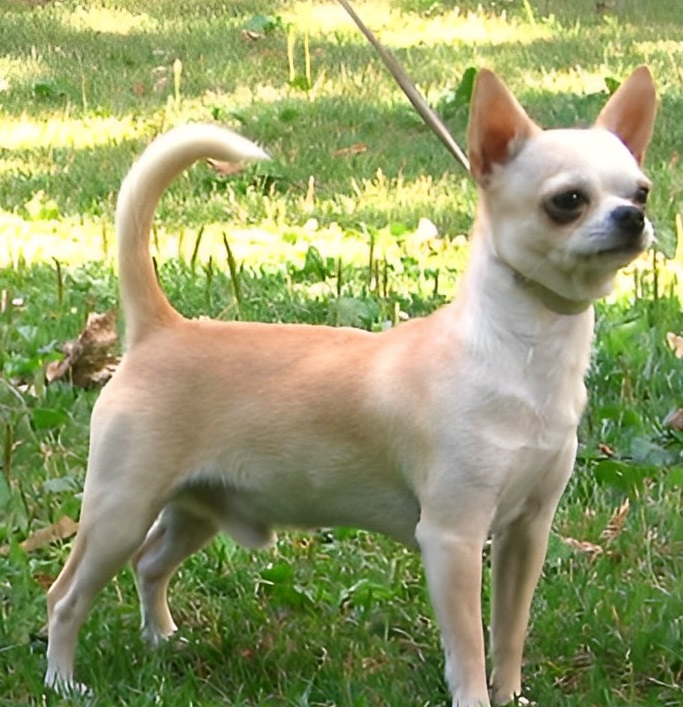
Chihuahua

- Reduzierung des Fells (zum Beispiel beim Hausschwein):

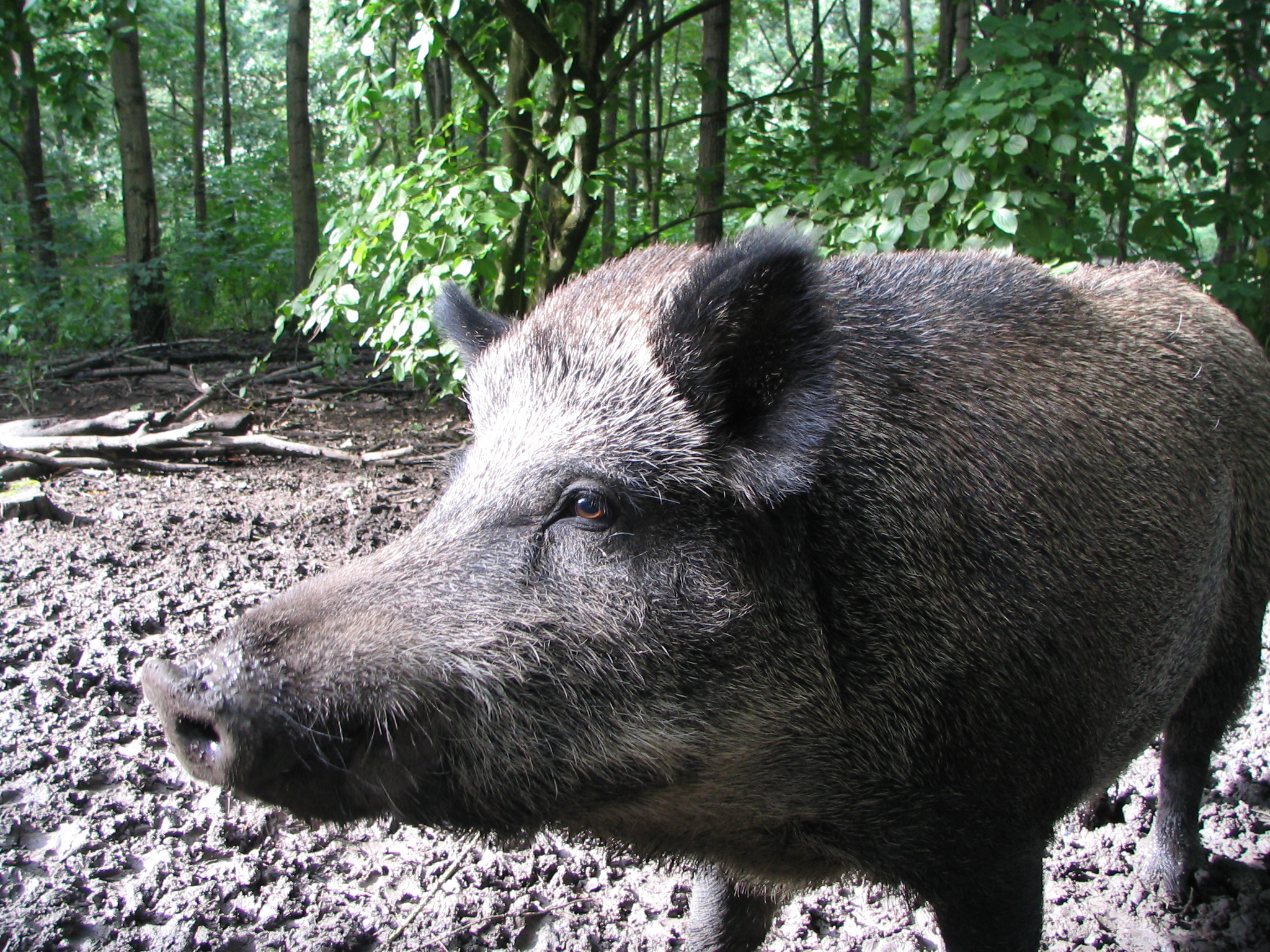
Wildschwein
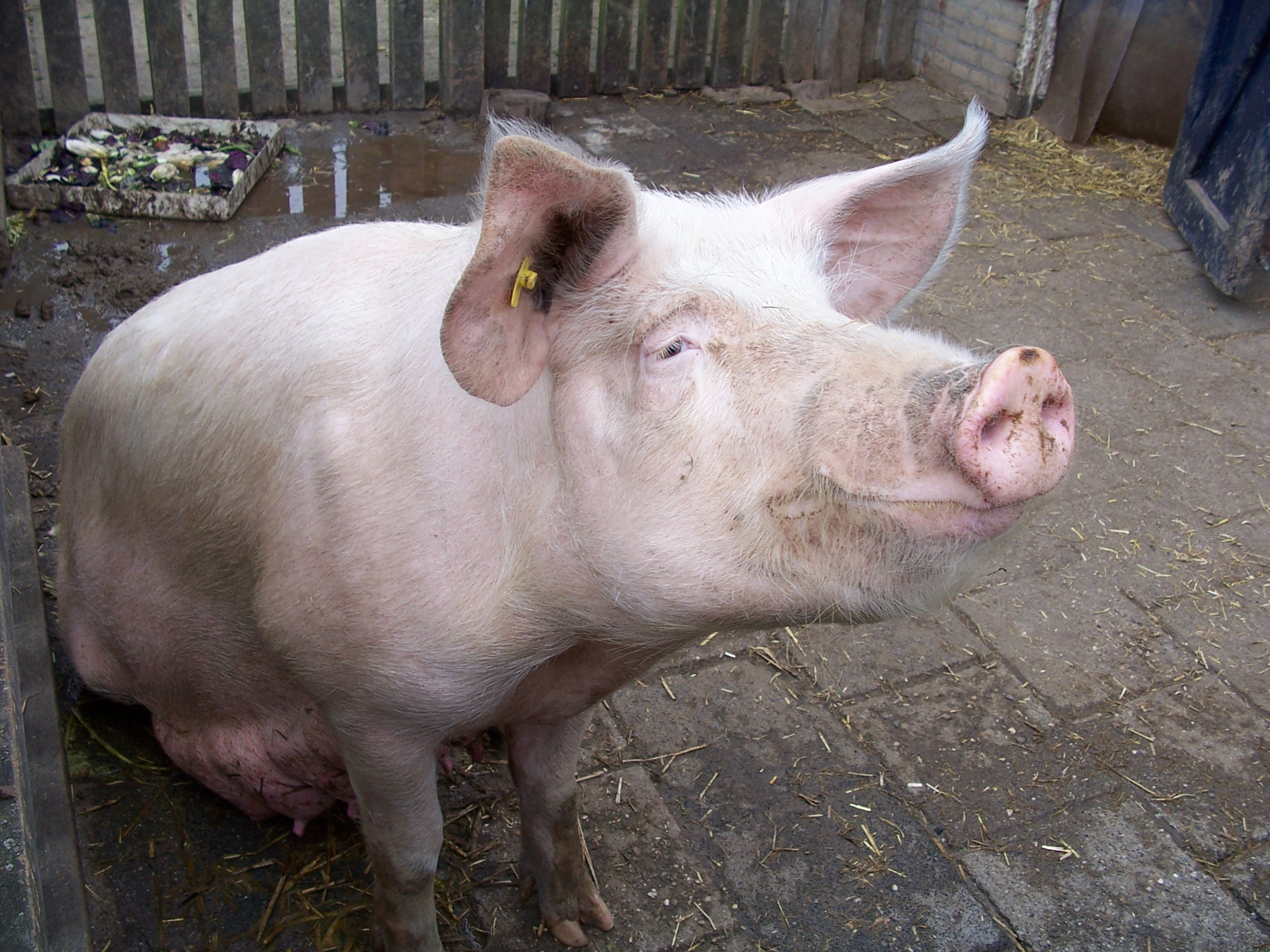
Hausschwein

- Farbänderung von Tarnfarben hin zu vielfältigeren, auffälligen Farbvarianten (zum Beispiel Goldfisch oder Koi):

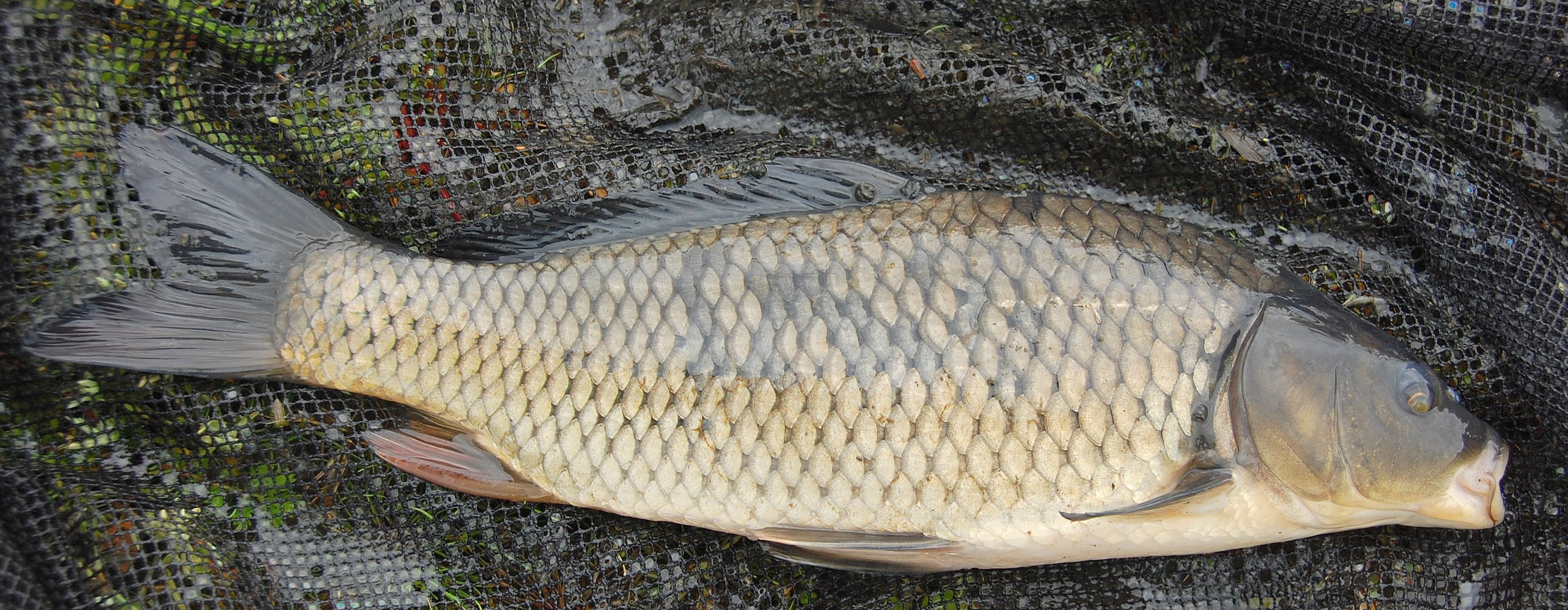
Wilder Karpfen
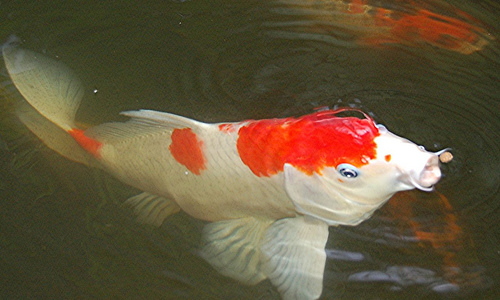
Koi

- Reduzierung des Gebisses[60] und von Hörnern
- Auftreten von Hängeohren
- Steilere Stirn
- Abnahme der Gehirnmasse um bis zu 34 Prozent, Rückgang der Furchung, insbesondere in den für die Verarbeitung der Sinneseindrücke bedeutsamen Gehirnarealen[61]
- Reduzierungen im Verdauungstrakt
- Verstärkung für den Menschen nützlicher Eigenschaften (zum Beispiel Milchleistung beim Rind)

### Verhaltensweisen
- Reduzierte Aggressivität
- Weniger gut entwickeltes Flucht- und Verteidigungsverhalten
- Gesteigerte Fortpflanzungsrate, teilweise bis zur vollständigen Aufgabe der Saisonalität der Fortpflanzung
- Weniger stark ausgeprägtes Brutpflegeverhalten

Da derartige Effekte teilweise auch beim Menschen zu beobachten sind (z. B. im Vergleich zum Neandertaler), sprechen manche Biologen (u. a. Konrad Lorenz) auch von der „Verhaustierung“ des Menschen im Zuge seiner Entwicklung, andere von „Selbstdomestizierung“. Viele dieser Merkmale sind beibehaltene Jugendeigenschaften. Man spricht hier auch von Neotenie.

## Übertragene Wortbedeutung
Die Wörter domestizieren und Domestizierung können auch übertragen gebraucht werden, z. B. „wilde Ideen domestizieren“, vergleichbar mit Wörtern wie zähmen oder zügeln. Bei Domestikation ist diese übertragene Verwendung nicht üblich.